# 대한민국-스위스 관계
대한민국과 스위스는 1962년에 외교관계를 수립하는데 합의하였다. 두 국가는 OECD 회원국이기도 하다. 주스위스 대한민국 대사관은 리히텐슈타인을 겸임국으로 관리하고 있다. 스위스는 한국 전쟁 당시 물자지원국으로 활동하였으며, 정전협정 체결 이후 중립국 감독위원회의 일원으로 오늘날까지 판문점에서 그 역할을 수행하고 있다. 2023년을 기점으로 양국은 수교 60주년을 기념하였다.

## 관계 발전
- 1962년 외교관계 수립

## 같이 보기
- 대한민국의 대외 관계